# 磺溪 (新北市)
磺溪（亦稱北磺溪、Nothern Sulfur creek）為於台灣北部的獨立水系，發源於七星山北麓，於新北市金山區注入東海。其幹流長度13.50公里，流域面積49.07平方公里，分佈於台北市士林區、北投區、新北市金山區等行政區，主要支流有清水溪、西勢溪。

## 水系主要河川
以下由河口至源頭列出水系主要河川，其中粗體字為主流河道。
- 磺溪：新北市金山區、台北市士林區、北投區
  - 西勢溪：新北市金山區
  - 清水溪：新北市金山區
  - 坑內溪：新北市金山區
    - 格腳溪：新北市金山區

  - 三重橋溪（又名八煙溪）：新北市金山區
  - 後埔溪：新北市金山區
  - 鹿角坑溪：新北市金山區、臺北市士林區、北投區
    - 楓林溪：新北市金山區、臺北市北投區
    - 馬槽溪：臺北市士林區、北投區
    - 清水溪：臺北市北投區
      - 紅石仔坑溪：臺北市北投區
      - 冷水溪：臺北市北投區
      - 濁水溪仔溪：臺北市北投區

  - 八煙溪：新北市金山區、台北市士林區
    - 出水溪：新北市金山區
    - 大油坑溪：台北市士林區
    - 上磺溪：臺北市士林區、新北市金山區
      - 後尖窟坑溪：新北市金山區
      - 土地公坑溪：新北市金山區

## 溪流周邊
磺溪中游段的河床岩石因受硫磺質浸染而成黃褐色，為本溪特色。磺溪流域有楓林瀑布、馬槽溫泉等景點，下游附近有金山老街、磺港漁港，為陽明山、北海岸地區著名的旅遊勝地。

## 外部連結
- 經濟部水利署水利櫥窗-雙溪、磺溪水系
- 台灣濕地網-八煙聚落part1
- 第十河川分署-磺溪